# オトゴンバータル・ウーガンバータル
オトゴンバータル・ウーガンバータル（Otgonbaatar Uuganbaatar 1988年2月19日- ）はモンゴルのウランバートル出身の柔道選手。階級は81kg級。身長178cm。

## 人物
2013年のアジア選手権81kg級で3位になると、世界選手権では5位だった。2015年のアジア選手権とグランドスラム・パリで3位になると、世界団体でも3位に入った。2016年のグランドスラム・バクーで3位だったが、リオデジャネイロオリンピックでは初戦でエジプトのモハメド・アブデラールに敗れた。2017年の世界選手権で5位になると、グランドスラム・アブダビでは2位になった。グランドスラム・東京では決勝で韓国のイ・スンホを腕挫十字固で破って優勝した。2018年のアジア大会は3位だった。

## 主な戦績
- 2004年 - アジア青少年柔道大会　3位(73kg級)
- 2010年 - アジア大会　5位
- 2012年 - グランプリ・青島　3位
- 2013年 - アジア選手権　3位
- 2013年 - グランプリ・ウランバートル　2位
- 2013年 - 世界選手権　5位
- 2013年 - グランプリ・アルマトイ　3位
- 2014年 - グランプリ・タシュケント　3位
- 2014年 - グランプリ・青島　3位
- 2015年 - アジア選手権　3位
- 2015年 - 世界団体　3位
- 2015年 - グランドスラム・パリ　3位
- 2015年 - グランプリ・青島　3位
- 2016年 - ヨーロッパオープン・オーバーヴァルト　優勝
- 2016年 - グランプリ・トビリシ　3位
- 2016年 - アジア選手権　個人戦　5位　団体戦　3位
- 2016年 - グランドスラム・バクー　3位
- 2017年 - 世界選手権　5位
- 2017年 - グランドスラム・アブダビ　2位
- 2017年 - グランドスラム・東京　優勝
- 2018年 - アジア大会　3位
- 2019年 - アジアパシフィック選手権　優勝

(出典)